# Associazione Calcio Treviso 1941-1942
Questa voce raccoglie le informazioni riguardanti l'Associazione Calcio Treviso nelle competizioni ufficiali della stagione 1941-1942.

## Stagione
Buona anche la stagione 1941-42, chiusa al quinto posto.
Cambio di allenatore in corsa: la stagione viene iniziata da Giuseppe Girani, confermato dalla scorsa, che viene però sostituito prima dal "solito" Umberto Visentin III, poi da Vincenzo "Sino" Migotti. Capocannoniere della stagione è Renato Cogo, che in 27 partite realizza 14 gol.

## Rosa
| N. |                   | Ruolo | Calciatore        |
| -- | ----------------- | ----- | ----------------- |
|    | Italia (bandiera) | C     | Bruno Artuso      |
|    | Italia (bandiera) | D     | Cesare Benedetti  |
|    | Italia (bandiera) | D     | Mario Bianchini   |
|    | Italia (bandiera) | A     | Antonio Bisigato  |
|    | Italia (bandiera) | A     | Piero Bortoletto  |
|    | Italia (bandiera) | A     | Gaetano Campara   |
|    | Italia (bandiera) | A     | Renato Cogo       |
|    | Italia (bandiera) | C     | B. Colelli        |
|    | Italia (bandiera) | P     | L. Comuzzi        |
|    | Italia (bandiera) | D     | Alvio Dal Maschio |
|    | Italia (bandiera) | D     | Erminio Favaro    |
|    | Italia (bandiera) | A     | E. Gaion          |
|    | Italia (bandiera) | C     | Leone Gerlin      |
|    | Italia (bandiera) | D     | Pietro Grosso     |
|    | Italia (bandiera) | C     | Livio Linzi       |

| N. |                   | Ruolo | Calciatore        |
| -- | ----------------- | ----- | ----------------- |
|    | Italia (bandiera) | C     | Girolamo Lovato   |
|    | Italia (bandiera) | C     | Antonio Maran     |
|    | Italia (bandiera) | D     | Alberto Maggioni  |
|    | Italia (bandiera) | D     | Romeo Maran       |
|    | Italia (bandiera) | D     | Gilio Meneghelli  |
|    | Italia (bandiera) | P     | Giuseppe Moro     |
|    | Italia (bandiera) | C     | Ivone Nicoletti   |
|    | Italia (bandiera) | A     | Aristide Novello  |
|    | Italia (bandiera) | C     | Angelo Pellizzari |
|    | Italia (bandiera) | D     | Angelo Venturi    |
|    | Italia (bandiera) | C     | Pietro Veratti    |
|    | Italia (bandiera) | P     | Aldo Vio          |
|    | Italia (bandiera) | A     | I. Zardetto       |
|    | Italia (bandiera) | C     | Cesare Zardo      |
|    | Italia (bandiera) | A     | Plinio Zilli      |

## Statistiche di squadra
| Competizione | Punti | In casa | In casa | In casa | In casa | In casa | In casa | In trasferta | In trasferta | In trasferta | In trasferta | In trasferta | In trasferta | Totale | Totale | Totale | Totale | Totale | Totale | DR  |
| Competizione | Punti | G       | V       | N       | P       | Gf      | Gs      | G            | V            | N            | P            | Gf           | Gs           | G      | V      | N      | P      | Gf     | Gs     | DR  |
| ------------ | ----- | ------- | ------- | ------- | ------- | ------- | ------- | ------------ | ------------ | ------------ | ------------ | ------------ | ------------ | ------ | ------ | ------ | ------ | ------ | ------ | --- |
| Serie C      | 34    | ?       | ?       | ?       | ?       | ?       | ?       | ?            | ?            | ?            | ?            | ?            | ?            | 30     | 12     | 10     | 8      | 54     | 33     | +21 |
| Totale       |       | ?       | ?       | ?       | ?       | ?       | ?       | ?            | ?            | ?            | ?            | ?            | ?            | 30     | 12     | 10     | 8      | 54     | 33     | +21 |